# Cécile Muschotti
Cécile Muschotti (ur. 30 października 1987 r. w Toulon) – francuska polityk reprezentująca partię La République En Marche! W wyborach parlamentarnych w czerwcu 2017 r. została wybrana do francuskiego Zgromadzenia Narodowego, w którym reprezentuje departament Var.